# Passabém
Passabém é um município brasileiro do estado de Minas Gerais. Sua população recenseada em 2022 era de 1 600 habitantes. 

## Topônimo
Existem vários relatos sobre a origem do nome “Passabém”; uma delas seria porque os primeiros moradores, hospitaleiros, recebiam bem os visitantes e os ofereciam uma farta e saborosa alimentação.  Outra versão é a de viajantes e cavaleiros que indagavam se estava passando bem em um córrego na entrada da cidade, que na época de chuvas, devido ao barro, se transformava em um atoleiro. As estradas de acesso a Passabém estão no circuito da Estrada Real.

## História
Passabém (distrito) pertencia á Conceição do Mato Dentro até a emancipação de Santa Maria de Itabira no dia 31 de dezembro de 1943, quando foi anexado à Santa Maria de Itabira. A sua emancipação ocorreu anos depois, no dia 19 de março de 1963.

## Geografia
Situadada na bacia do rio Doce, criado pela lei nº. 2764, de 30 de dezembro de 1962. Passabém está a 160 km de Belo Horizonte, pelas Br381/262 e Br120.
Recentemente sua estrada de acesso foi asfaltada. Situada entre montanhas é uma típica e  pequena cidade do interior de Minas.
O ícone da cidade é a igreja São José, padroeiro da cidade.

## Turismo
Uma das festas tradicionais é a de São José, comemorada no dia 19 de março, dia do padroeiro e as festas de Agosto, de São Sebastião, Divino Espírito e Nossa Senhora do Rosário, esta última acontece queima de fogos, celebrações religiosas, marujadas e shows musicais durante toda a noite.